# Litsea verticillifolia
Litsea verticillifolia Yen C. Yang & P.H. Huang – gatunek rośliny z rodziny wawrzynowatych (Lauraceae Juss.). Występuje naturalnie w południowych Chinach – w południowej części Hunanu. 

## Morfologia
PokrójZimozielony krzew dorastający do 3 m wysokości. Gałęzie są silnie owłosione.
LiścieOkółkowe, zebrane po 3–6. Mają odwrotnie jajowato lancetowaty kształt. Mierzą 3,5–7 cm długości oraz 1–3 cm szerokości. Są nagie. Nasada liścia jest klinowa. Blaszka liściowa jest o tępym wierzchołku. Ogonek liściowy jest owłosiony i dorasta do 5 mm długości.
KwiatySą niepozorne, jednopłciowe, zebrane po 5 w złożone baldachy, rozwijają się w kątach pędów. Okwiat jest zbudowany z 6 listków o owalnym kształcie. Kwiaty męskie mają 9 pręcików. Podsadek jest 5, o owalnym kształcie.

## Biologia i ekologia
Roślina dwupienna. Rośnie w gęstych lasach.